# Sphenorhina colombiana
Sphenorhina colombiana is een halfvleugelig insect uit de familie schuimcicaden (Cercopidae). De wetenschappelijke naam van deze soort is voor het eerst geldig gepubliceerd in 1938 door Lallemand.